# Aline Barros In Korea
Aline Barros In Korea é um registro de participação da cantora gospel Aline Barros no concerto "Worship Explosion 2001". Este evento foi realizado no mês de setembro, na Igreja do Evangelho Pleno de Yoido, na Coreia do Sul.

## Faixas
1. Corra para os braços do Pai
2. Sou Feliz
3. Recomeçar
4. Renova-me
5. Deus do impossível
6. Dai louvor
7. Fico feliz
8. Consagração/Louvor ao Rei
9. The Power Of Your Love
10. Dwelling Places
11. Sing To The Lord
12. Love You So Much
13. I Could Sing Of Your Love Forever